# 誰がため
『誰がため』（原題：Flammen & Citronen）は、2008年のデンマーク映画。原題は「炎とレモン」の意で、主人公二人のレジスタンス活動上のコードネームを指す。
なお、コードネーム「シトロン（レモン）」はフランスの自動車会社「シトロエン」の修理工場で働き、そこで破壊活動を行なったことから来ている。

## ストーリー
第二次世界大戦時、ナチス・ドイツ占領下のデンマークで、 レジスタンス「ホルガ・ダンスケ」の闘士であるフラメンとシトロンは、 上司のヴィンターから指令を受け、対独協力者を暗殺していった。だがふたりの心中からは、一体自分たちの行動は誰のためになっているのか、との疑念が消えなかった。フラメンは愛する闘士のひとりであるケティが二重スパイであり、抹殺しなければならぬとの指令に懊悩し、シトロンは家族のため戦っているとの信念を持つも、妻ボーディルに愛する男がいるとの皮肉に頬をこわばらせる。そしてゲシュタポのボス、ホフマンは、彼らの戦いは全く無意味だと銃口を前にして言い放つのだった。そしてナチスに隠れ家を包囲されたはフラメンは地下室に行くもにカプセル薬による自殺を選び、シトロンはゲシュタポに撃ち殺される。二人の死体と一緒に記者たちに写真を撮らせているゲシュタポにホフマンは“不謹慎”と言い放ち、布を覆いかぶさせる。

## キャスト
- トゥーレ・リントハート：フラメン（ベント・ファウアスコウ＝ヴィーズ、Bent Faurschou-Hviid）
- マッツ・ミケルセン：シトロン（ヨーン・ホーウン・スミズ、Jørgen Haagen Schmith）
- クリスチャン・ベルケル：ホフマン
- スティーネ・スティーンゲーゼ：ケティ
- ハンス・ツィッシュラー：ギルバート
- ピーター・ミュウギン：ヴィンター
- ミレ・ホフマイーヤ・リーフェルト：ボーディル